# Sobasina tanna
Espèce
Sobasina tanna est une espèce d'araignées aranéomorphes de la famille des Salticidae.

## Distribution
Cette espèce est endémique du Vanuatu. Elle se rencontre à Tanna, Éfaté et Espiritu Santo.

## Description
Le mâle holotype mesure 3,24 mm et la femelle paratype 3,2 mm. Cette araignée est myrmécomorphe.

## Étymologie
Son nom d'espèce lui a été donné en référence au lieu de sa découverte, Tanna.

## Publication originale
- Wanless, 1978 : A revision of the spider genus Sobasina (Araneae: Salticidae). Bulletin of the British Museum (Natural History) Zoology, vol. 33, no 4, p. 245-257 (texte intégral).